# Щелкун пурпурный
Щелкун пурпурный (лат. Anostirus purpureus) — вид жуков-щелкунов.

## Распространение
Встречается в Европе и Малой Азии.

## Описание
Жук в длину достигает 8—14 мм. Надкрылья красного или рыжего цвета с сильно выраженными продольными линиями, где четыре (два на каждом надкрылье) выражены сильнее. Переднеспинка сильно опушена, рыжего цвета. Лапки чёрные.